# Pfarrkirche Hadersdorf am Kamp

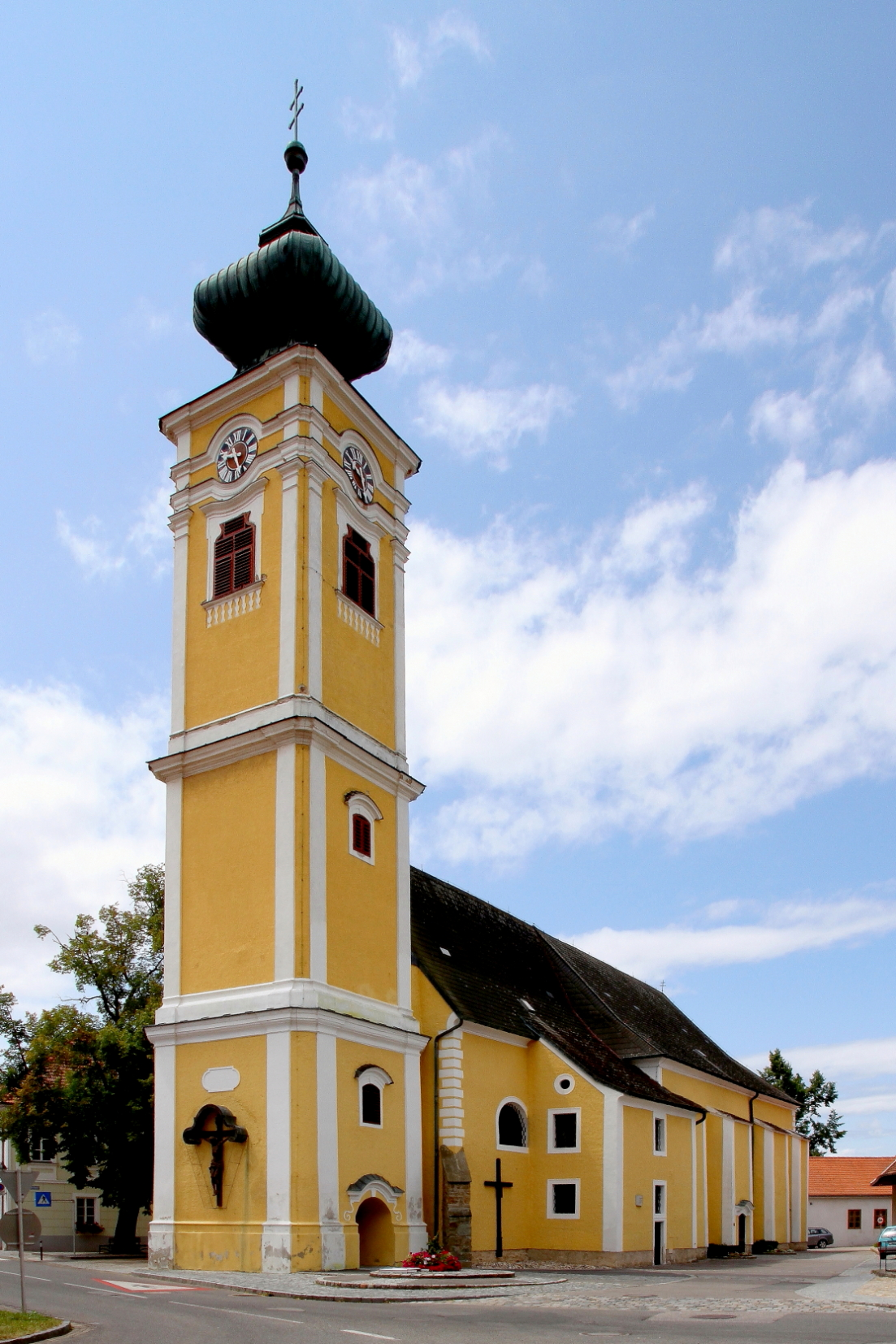
Katholisch Pfarrkirche Heilige Peter und Paul in Hadersdorf am Kamp

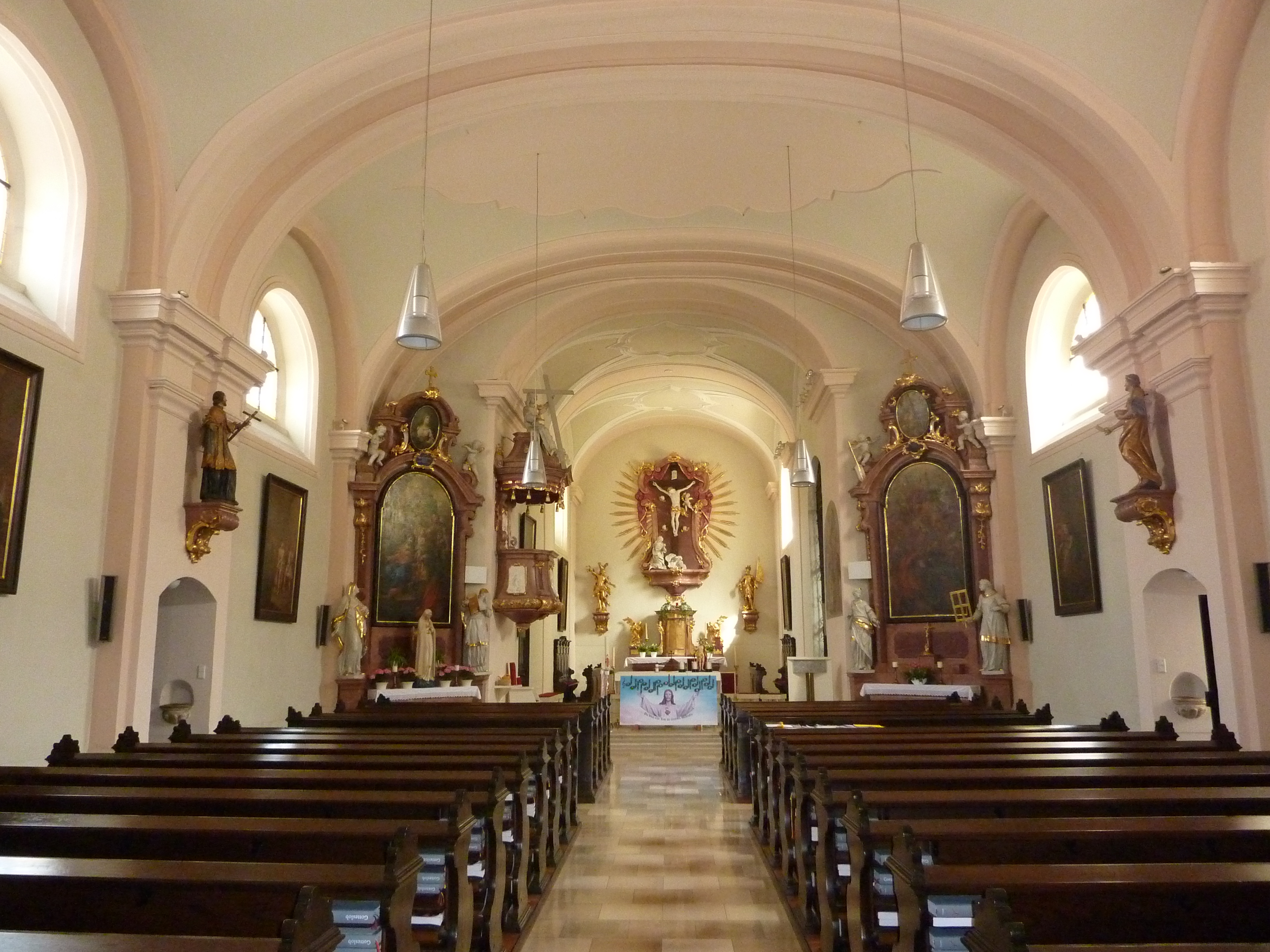
Im Langhaus zum Chor

Die römisch-katholische Pfarrkirche Hadersdorf am Kamp steht mit einem Karner und einer Kapelle hl. Johannes Nepomuk am Landknechtplatz in der Südwestecke am Hauptplatz von Hadersdorf am Kamp in der Marktgemeinde Hadersdorf-Kammern im Bezirk Krems-Land in Niederösterreich. Die den Heiligen Peter und Paul geweihte Kirche gehört zum Dekanat Hadersdorf im Vikariat Unter dem Manhartsberg der Erzdiözese Wien. Die Kirche steht unter Denkmalschutz.

## Geschichte
In einer Urkunde mit dem Stift Zwettl wurde 1238 ein Pfarrer und ein Schullehrer aus Hedreisdorf als Zeugen genannt. Bei der Innenrenovierung 1978/1979 wurden zwei romanische Fensternischen freigelegt, welche sich neu verdeckt hinter den zwei Seitenaltären befinden. Um 1400 wurde ein gotischer Neubau errichtet. Darstellungen dieser Kirche befinden sich im Rathaussaal vom Rathaus Hadersdorf am Kamp und auf einem Votivbild der Hadersdorfer Bürgerschaft aus 1680 in der Wallfahrtskirche Maria Langegg. Im 16. und 17. Jahrhundert war die Bevölkerung überwiegend protestantisch, weshalb die Pfarrkirche mehr und mehr verfiel und zu wenig Geld für eine Restaurierung vorhanden war. Erst 1632 wurde wieder ein katholischer Pfarrer genannt.
1679 wurde unter dem Pfarrer Jakob Präschern ein vierter Seitenaltar an der südlichen Längswand des Chores abgetragen, ein Portal ausgebrochen und eine Kreuzkapelle angebaut. Mit dem Baumeister Simon Haitzinger aus Stein wurde über den gotischen Kirchenbau 1746/1750 die Kirche umgebaut und barockisiert und 1768 am Chorhaupt der Ostturm errichtet. Pfarrer Präschern wurde in der Kreuzkapelle begraben.

## Architektur
Die im Kern romanische Kirche wurde gotisch neu errichtet. Beim spätgotischen Umbau wurde der Westturm entfernt und das Langhaus um ein Emporenjoch verlängert, weiters neben dem Chor eine Kreuzkapelle angebaut und der Turm als Ostturm am Haupt des Chores neu errichtet.

## Ausstattung
Der Hochaltar mit einer Kreuzigungsgruppe verdeckt ein Fresko Peter und Paul.
Die Sieben Stationbilder malte Leopold Mitterhofer (1820).
Die Orgel wurde von Christoph Erler (1847) mit 18 Registern weitgehend neu erbaut. Die Orgel wurde nach der Hochwasserkatastrophe im August 2002 bis 2005 generalsaniert.